# ویلیام پروکسیمایر
ویلیام پروکسیمایر (به انگلیسی: William Proxmire) سناتور سابق عضو حزب دموکرات ایالات متحده آمریکا بود. وی در سال ۱۹۵۷ تا ۱۹۸۹ میلادی سناتور ایالت ویسکانسین در سنای ایالات متحده آمریکا بود.